# Гравітомагнетизм
Гравітомагнетизм, гравімагнетизм, іноді гравітоелектромагнетизм — загальна назва декількох ефектів, що викликаються рухом гравітувального тіла.

## Гравитомагнетизм у загальній теорії відносності
На відміну від ньютонівської механіки, в загальній теорії відносності (ЗТВ) рух пробної частинки (і хід годинника) в гравітаційному полі залежить від того, як обертається тіло — джерело поля. Вплив обертання позначається навіть у тому випадку, коли розподіл мас у джерелі не змінюється з часом (існує циліндрична симетрія відносно осі обертання). Гравітомагнітні ефекти в слабких полях надзвичайно малі. У слабкому гравітаційному полі і за малих швидкостей руху частинок можна окремо розглядати гравітаційну («гравітоелектричну») і гравітомагнітну сили, що діють на пробне тіло, причому напруженість гравітомагнітного поля і гравітомагнітна сила описуються рівняннями, близькими до відповідних рівнянь електромагнетизму.
Розглянемо рух пробної частинки в поблизу обертового сферично симетричного тіла з масою M і моментом імпульсу L. Якщо частинка масою m рухається зі швидкістю {\displaystyle v\ll c} (c — швидкість світла), то на неї, крім гравітаційної сили, буде діяти гравітомагнітна сила, спрямована, подібно до сили Лоренца, перпендикулярно як до швидкості частинки, так і до напруженості гравітомагнітного поля Bg:
{\displaystyle \mathbf {F} ={\frac {m}{c}}\left[\mathbf {v} \times 2\mathbf {B} _{\mathrm {g} }\right].}
При цьому, якщо обертова маса міститься в початку координат і r — радіус-вектор, напруженість гравітомагнітного поля дорівнює:
{\displaystyle \mathbf {B} _{\mathrm {g} }={\frac {G}{2c}}\;{\frac {\mathbf {L} -3(\mathbf {L} \cdot \mathbf {r} /r)\mathbf {r} /r}{r^{3}}},}
де G — гравітаційна стала.
Остання формула збігається (за винятком коефіцієнта) з аналогічною формулою для поля магнітного диполя з дипольним моментом L.
У ЗТВ гравітація не є самостійною фізичною силою. Гравітація ЗТВ зводиться до викривлення простору-часу і трактується як геометричний ефект, прирівнюється до метричного поля. Такого ж геометричного сенсу набуває і гравітомагнітне поле Bg.
У випадку сильних полів і релятивістських швидкостей гравітомагнітне поле не можна розглядати окремо від гравітаційного, так само, як в електромагнетизмі електричне і магнітне поля можна розділяти лише в нерелятивістських межах у статичних і стаціонарних випадках.

## Рівняння гравітоелектромагнетизму
Відповідно до загальної теорії відносності, гравітаційне поле, породжене обертовим об'єктом, в деякому граничному випадку можна описати рівняннями, які мають ту ж форму, що й рівняння Максвелла в класичній електродинаміці. Виходячи з основних рівнянь ЗТВ і припускаючи, що гравітаційне поле слабке, можна вивести гравітаційні аналоги рівнянь електромагнітного поля, які можна записати в такому вигляді:
| Рівняння гравітоелектромагнетизму | Рівняння Максвелла в СГС |
| --- | --- |
| {\displaystyle \nabla \cdot \mathbf {E} _{\text{g}}=-4\mathrm {\pi } G\mathrm {\rho } \ }                                                                   | {\displaystyle \nabla \cdot \mathbf {E} =4\mathrm {\pi \rho } _{\text{em}}\ }                                                                   |
| {\displaystyle \nabla \cdot \mathbf {B} _{\text{g}}=0\ } | {\displaystyle \nabla \cdot \mathbf {B} =0\ }                                                                                                   |
| {\displaystyle \nabla \times \mathbf {E} _{\text{g}}=-{\frac {1}{c}}{\frac {\partial \mathbf {B} _{\text{g}}}{\partial t}}\ }                               | {\displaystyle \nabla \times \mathbf {E} =-{\frac {1}{c}}{\frac {\partial \mathbf {B} }{\partial t}}\ }                                         |
| {\displaystyle \nabla \times \mathbf {B} _{\text{g}}=-{\frac {4\pi G}{c}}\mathbf {J} +{\frac {1}{c}}{\frac {\partial \mathbf {E} _{\text{g}}}{\partial t}}} | {\displaystyle \nabla \times \mathbf {B} ={\frac {4\pi }{c}}\mathbf {J} _{\text{em}}+{\frac {1}{c}}{\frac {\partial \mathbf {E} }{\partial t}}} |

де:
- Eg — гравітаційне поле (в рамках даної аналогії також називається «гравітоелектричним»);
- E — електричне поле;
- Bg — гравітомагнітне поле;
- B — магнітне поле;
- ρ — густина маси;
- ρem — густина заряду:
- J — густина струму маси (J = ρ vρ, де vρ — поле швидкостей маси, яка генерує гравітаційне поле);
- Jem — густина електричного струму;
- G — гравітаційна стала;
- c — швидкість поширення гравітації (рівна в ЗТВ швидкості світла).

На пробну частинку малої маси m діє в гравітоелектромагнІтному полі сила, яка є аналогом сили Лоренца в електромагнітному полі і виражається таким чином:
{\displaystyle \mathbf {F} _{\text{m}}=m\left(\mathbf {E} _{\text{g}}+{\frac {1}{c}}[\mathbf {v} \times 2\mathbf {B} _{\text{g}}]\right).}
Коефіцієнт 2 при Bg в рівняннях для гравітомагнітної сили, якого немає в аналогічних рівняннях для магнітної сили, виникає тому, що гравітаційне поле описується тензором другого рангу, на відміну від електромагнітного поля, яке описується вектором (тензором першого рангу). Іноді гравітомагнітним полем називають величину 2Bg — в цьому випадку коефіцієнт 2 зникає з рівнянь для сили, а в рівняннях для гравімагнітного поля з'являється коефіцієнт 1⁄2.
- m — маса пробної частинки;
- v — її швидкість.

За такого визначення гравітомагнітного поля його розмірність збігається з розмірністю гравітоелектричного поля (ньютонівською гравітацією) і дорівнює розмірності прискорення. Використовується також інше визначення, за якого гравітомагнітним полем називають величину Bg/c, і в цьому випадку воно має розмірність частоти, а наведені вище рівняння для слабкого гравітаційного поля перетворюються в іншу форму, подібну до рівнянь Максвелла в системі ISQ .

## Характерні величини поля
З наведених вище рівнянь гравітомагнетизму можна отримати оцінки характерних величин поля. Наприклад, напруженість гравітомагнітного поля, індукованого обертанням Сонця (L=1,6× 1041 кг·м2/с), на орбіті Землі становить 5,3× 10−12 м/с2, що в 1,3× 109 разів менше від прискорення вільного падіння, викликаного тяжінням Сонця. Гравітомагнітна сила, що діє на Землю, спрямована від Сонця і дорівнює 3,1× 109 Н. Ця величина, хоча й дуже велика з точки зору повсякденних уявлень, на 8 порядків менша від звичної (ньютонівської — в даному контексті її називають «гравітоелектричною») сили тяжіння, що діє на Землю з боку Сонця. Напруженість гравітомагнітного поля поблизу поверхні Землі, індукована обертанням Землі (її кутовий момент L=7× 1033 кг·м2/с), дорівнює на екваторі 3,1× 10−6 м/с2, що становить 3,2× 10−7 стандартного прискорення вільного падіння. Обертальний момент Галактики в околі Сонця індукує гравітомагнітне поле напруженістю ~2× 10−13 м/с2, приблизно на 3 порядки менше від доцентрового прискорення Сонця в гравітаційному полі Галактики (2,32(16)× 10−10 м/с2).

## Гравітомагнітні ефекти та їх експериментальний пошук
Як окремі гравітомагнітні ефекти можна виділити:
- Ефект Лензе — Тіррінга[5]. Це прецесія спінового і орбітальних моментів пробної частинки поблизу обертового тіла. Миттєва кутова швидкість прецесії моменту Ωp = −Bg/2c. Додатковий член у гамільтоніані пробної частинки описує взаємодію її спінового моменту з моментом обертового тіла: ΔH = σ · Ω; за аналогією з магнітним моментом у магнітному полі в неоднорідному гравімагнітному полі на спіновий момент діє гравімагнітна сила Штерна — Герлаха {\displaystyle \mathbf {F} =-\mathbf {\nabla } (\mathbf {\sigma } \cdot \mathbf {\Omega } ).} Ця сила, зокрема призводить до того, що вага частинки на поверхні обертової Землі залежить від напрямку спіну частинки. Однак різниця енергій {\displaystyle 2\hbar \Omega } для однакових частинок з проєкціями спіну {\displaystyle \pm \hbar } на поверхні Землі не перевищує 10−28 еВ, що поки перебуває далеко за межами чутливості експерименту[6]. Однак для макроскопічних пробних частинок і спіновий, і орбітальний ефект Лензе — Тіррінга перевірено експериментально.
  - Орбітальний ефект Лензе — Тіррінга призводить до повороту еліптичної орбіти частинки в гравітаційному полі обертового тіла. Наприклад, для низькоорбітального штучного супутника Землі на майже коловій орбіті кутова швидкість повертання перигею складе 0,26 кутової секунди на рік; для орбіти Меркурія ефект дорівнює -0,0128" на століття. Цей ефект додається до стандартної загальнорелятивістської прецесії перицентра (43" на століття для Меркурія), яка не залежить від обертання центрального тіла. Орбітальну прецесію Лензе — Тіррінга вперше виміряно для супутників LAGEOS і LAGEOS II[7].
  - Спіновый ефект Лензе — Тіррінга (іноді його називають ефектом Шиффа) виражається в прецесії гіроскопа, розташованого поблизу обертового тіла. Цей ефект нещодавно перевірено за допомогою гіроскопів на супутнику Gravity Probe B; перші результати оприлюднено в квітні 2007, але через недоврахування впливу електричних зарядів на гіроскопи точність обробки даних спочатку була недостатньою, щоб виділити ефект (поворот осі на −0,0392 кутової секунди на рік у площині земного екватора). Урахування завад дозволило виділити очікуваний сигнал, хоча обробка даних тривала до травня 2011. Остаточний результат (−0,0372 ± 0,0072 кутової секунди на рік) у межах похибки узгоджується з наведеним вище значенням, передбаченим ЗТВ.

- Геодезична прецесія (ефект де Сіттера) виникає за паралельного перенесення вектора моменту імпульсу у викривленому просторі-часі. Для системи Земля-Місяць, що рухається в полі Сонця, швидкість геодезичної прецесії дорівнює 1,9" на століття; точні астрометричні вимірювання виявили цей ефект, який збігся з передбаченим у межах похибки ~1 %. Геодезична прецесія гіроскопів на супутнику Gravity Probe B збіглася зі вказаним значенням (поворот осі на 6,606 кутової секунди на рік у площині орбіти супутника) з точністю краще 1 %.

- Гравітомагнітний зсув часу. У слабких полях (наприклад, поблизу Землі) цей ефект маскується стандартними спец- і загальнорелятивістським ефектами відходу годинника і перебуває далеко за межами сучасної точності експерименту. Поправка до ходу годинника на супутнику, що рухається з кутовою швидкістю ω орбітою радіусом R в екваторіальній площині обертової масивної кулі, дорівнює 1 ± 3GLω/Rc4 (відносно годинника віддаленого спостерігача; знак "+" для співнапрямленого обертання).